# Anatolij Kuksow

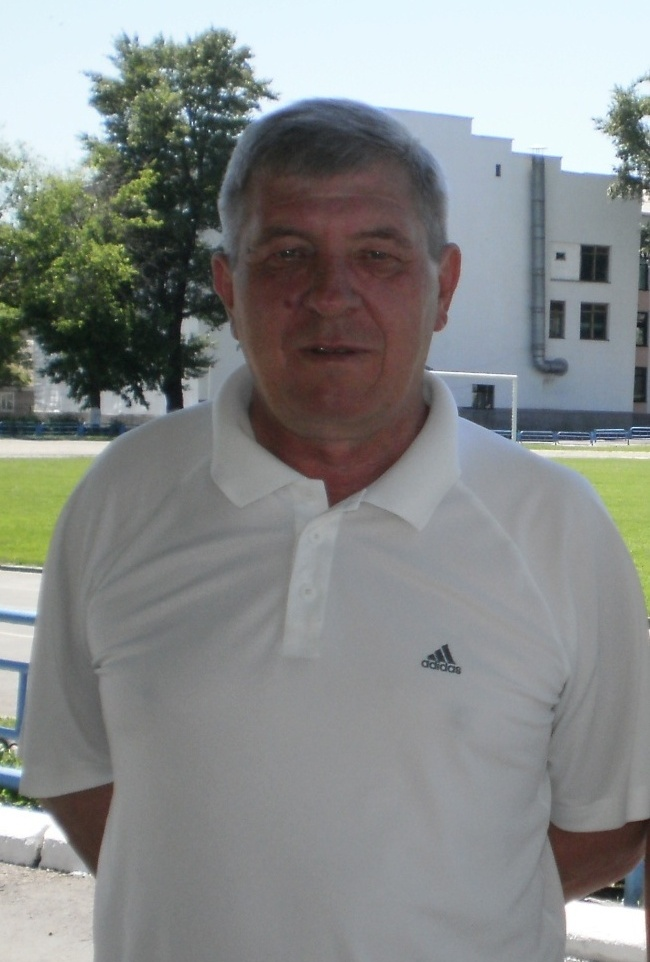
Anatolij Kuksow, 2010

Anatolij Jakowytsch Kuksow (ukrainisch Анатолій Якович Куксов; * 21. November 1949 in Luhansk; † 4. Januar 2022 ebenda) war ein ukrainischer Fußballspieler und -trainer.

## Karriere
Anatolij Kuksow spielte während seiner gesamten Karriere für Sorja Woroschilowgrad. Für den Klub absolvierte er zwischen 1966 und 1985 insgesamt 489 Spiele und erzielte 87 Tore. 1972 wurde er mit Sorja Woroschilowgrad Sowjetischer Meister.
Für die sowjetische Nationalmannschaft bestritt Kuksow insgesamt 8 Länderspiele. Zudem gehörte er zum Aufgebot bei den Olympischen Spielen 1972 in München, wo er mit der sowjetischen Mannschaft die Bronzemedaille gewann.
Nach seiner aktiven Karriere blieb Kuksow Sorja Woroschilowgrad zunächst als Co-Trainer und später als Cheftrainer erhalten. Später trainierte er unter anderem auch Metalurh Saporischschja und Asowez Mariupol.
Sein Enkel ist der griechische Volleyballnationalspieler Dmytro Filippow.